# Niklas Larsson (gladiator)
Peter Niklas Larsson, född 2 augusti 1972 i Stöpen i Skövde kommun, är en svensk TV-profil, mest känd som gladiatorn Izor i TV-programmet Gladiatorerna på TV4. Han är äldre bror till den före detta handbollsspelaren Andreas Larsson.

## Medverkan i Gladiatorerna
Larsson anslöt sig som gladiatorn Izor under den första säsongen av Gladiatorerna på TV4. Han medverkade därefter i ytterligare fem säsonger av programmet (fyra vanliga säsonger och en specialsäsong), tills programmet lades ner efter avslutningen av den femte säsongen år 2004. Under ett tillfälle i programmet hamnade Larsson i bråk med den dåvarande programdomaren Dag "Daggen" Olsson, då denne diskvalificerade honom mitt under inspelningarna av den fjärde säsongen av programmet, efter att han hade brutit mot reglerna under det då nyinförda tävlingsmomentet "Pyramiden". Larsson blev vid det tillfället rasande på Olsson och kallade honom för en "jävla idiot", strax innan han lämnade gladiatorarenan (Tipshallen i Växjö) för att vänta backstage tillsammans med sin programcoach. Larsson kallade även Olsson för "dum i huvudet" och sa samtidigt att han hade läst reglerna, och att han visste vad som gällde, något som Olsson inte höll med om. Niklas Larsson bad strax därefter om ursäkt för sitt agerande under själva tävlingsmomentet, och förklarade samtidigt för Aftonbladet att han tolkade reglerna på ett helt annat sätt än vad Olsson gjorde, men att det var han som var domare, samt hans ord som gällde, med mera.

## Medverkan i Fortet (Fångarna på fortet)
År 2003 deltog Larsson tillsammans med de tre gladiatorkollegorna Elin "Amber" Sundell, Isabella "Elektra" de Salareff och Roddy "Hero" Benjaminson i ett avsnitt av TV-programmet Fångarna på fortet på TV4, som på den tiden gick under namnet Fortet. Under inspelningen av det avsnittet kom plötsligt TV4 med en del synpunkter gällande Larssons vikt, när han och resten av laget skulle göra sig redo inför att klättra upp för en stor klättervägg, för att ta hem den allra första nyckeln inför kvällen. Anledningen till detta var att Larsson vägde ett par kilo för mycket för den satta säkerhetsgränsen för klätterväggen, som låg på max 90 kilo. Inspelningen kunde sedan efter ett tag fortsätta igen, trots den upprörda och hätska stämningen.

## Tiden efter Gladiatorerna
Efter att Gladiatorerna hade lagts ner efter säsongsavslutningen av den femte säsongen år 2004 gick Larsson ihop med sin två år yngre bror Andreas Larsson, och startade ett flertal krogar och restauranger i Jönköping, Skövde och Oslo. När bröderna sedan sålde alla sina krogar/restauranger och all deras verksamhet, började Larsson att arbeta för en agentur inom shuffleboard, där han har hjälpt till med att bygga upp shuffleboards runtom i Sverige. 
Han har också fortsatt att hålla igång sin hårda och intensiva träning, och hade dessutom år 2016 opererat sig på ett flertal ställen på kroppen. Under sin medverkan i Gladiatorerna skadade han ena foten, som då var nära att bli amputerad.

## Privatliv
Niklas Larsson är bosatt i Skövde med hustrun Anna Larsson (född Karlsson) och deras två gemensamma barn.